# Anthology of Swedish Lyrics. From 1750 to 1915
Anthology of Swedish Lyrics. From 1750 to 1915 – antologia poezji szwedzkiej w przekładzie Charlesa Whartona Storka, opublikowana w 1917 w Nowym Jorku nakładem The American-Scandinavian Foundation. Jak zaznaczył na stronie tytułowej tłumacz, utwory zostały przełożone miarą wierszową oryginału. W antologii znalazły się utwory między innymi Carla Michaela Bellmana, Johana Henrika Kellgrena, Anny Marii Lenngren, Carla Gustafa af Leopolda, Bengta Lidnera, Esaiasa Tegnéra i Erika Johana Stagneliusa.